# Stazione di Fratte
La stazione di Fratte è una stazione di Salerno che prende il nome dall'omonimo quartiere periferico di Fratte.

## Storia
La stazione venne attivata insieme alla linea Salerno–Mercato San Severino, sulla quale si trova, il 14 gennaio 1902.
Spesso si tende ad indicare questa stazione con il nome di Salerno Fratte oppure, come compariva a volte sull'orario ufficiale, Fratte (Salerno): in realtà il nome ufficiale è semplicemente Fratte, dato che quando fu aperta la linea ferroviaria essa era ancora una frazione. Inoltre è anche spiegato il perché, a causa di un'omonimia, la stazione della frazione di Fratte, presso il comune di Santa Giustina in Colle, in provincia di Padova, sulla linea Bassano del Grappa-Padova, si chiami Fratte Centro.

## Strutture e impianti
La stazione dispone di un fabbricato viaggiatori su 2 livelli, recentemente ristrutturato, che non ospita alcun servizio per i passeggeri, mentre il piano superiore è utilizzato come abitazione privata.
Si contano 2 binari passanti per il servizio passeggeri, muniti di banchina e collegati tramite una passerella sui binari. Vi sono anche altre 3 binari tronchi per lo scalo merci: è presente un fabbricato, anch'esso ristrutturato ma inutilizzato. Su un binario tronco vi è una bilancia.
A breve distanza da questa stazione, il 21 marzo 2006 è stata inaugurata la nuova fermata di Fratte Villa Comunale.
Dal 4 novembre 2013, vi fermano e vi partono alcune corse della Metropolitana di Salerno.

## Movimento
Il traffico della stazione è abbastanza buono, soprattutto pendolare in direzione Salerno. Nella stazione fermano tutti i treni: le principali destinazioni sono Salerno, Mercato San Severino, Nocera Inferiore, Avellino e Benevento.

## Servizi
La stazione dispone di:
- Capolinea autolinee